# Pascal Coupot
 (août 2012).
Si vous disposez d'ouvrages ou d'articles de référence ou si vous connaissez des sites web de qualité traitant du thème abordé ici, merci de compléter l'article en donnant les références utiles à sa vérifiabilité et en les liant à la section « Notes et références ».
Pascal Coupot, né le 18 octobre 1960 à Mulhouse, est un artiste sculpteur et céramiste français.

## Biographie
Né le 18 octobre 1960 à Mulhouse, Pascal Coupot suit une formation artistique à l'école régionale des beaux-arts de Besançon. Il dit être, en grande partie, autodidacte.

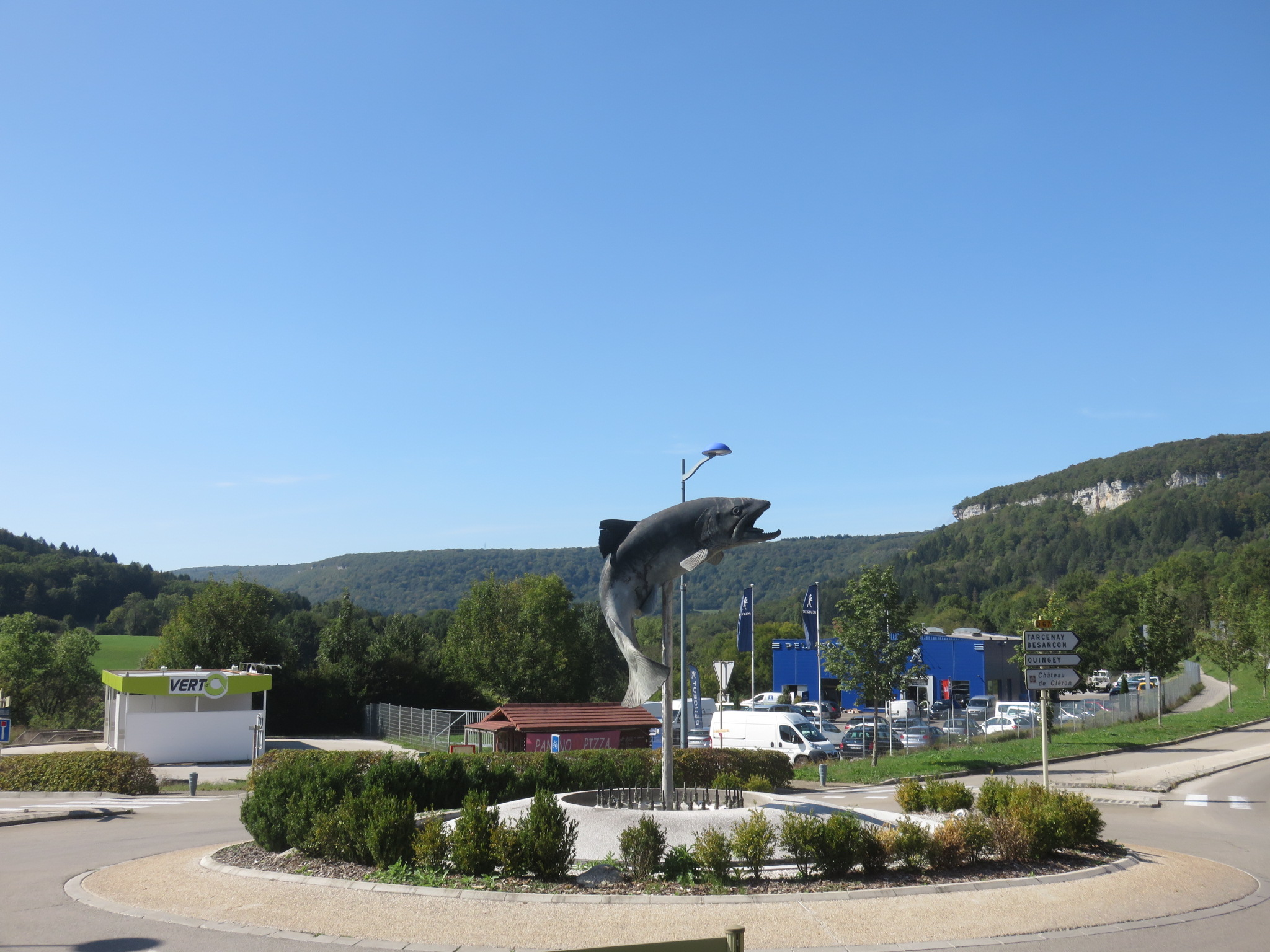
La Truite, Ornans

Il crée et expose  ses sculptures, céramiques et rakus au 6 rue de l'Église à Cirey, entre Besançon et Vesoul.

## Quelques-unes de ses sculptures
- « Jouffroy d'Abbans », place Jouffroy d’ Abbans / quai Veil-Picard  puis Pont Battant à Besançon
- « Fumer mène au bout du rouleau », collection privée ( hôpital Jean-Minjoz de Besançon de 2002 à 2010)
- « L’arroseur arrosé », hommage aux Frères Lumière nés à Besançon, 27 rue de la République à Besançon
- « Porteuse d'eau », place du village à Orchamps-Vennes
- « La Marie nue », collection privée (version dénudée de la "Porteuse d'eau")
- « La truite », avenue du Maréchal de Lattre de Tassigny à Ornans
- « La pleureuse », monument aux morts, place du village à Cenans
- « L'avocat allant plaider », place du Palais de justice à Vesoul
- « Grenouilles, escargots et nénuphars », Château de Pusy à Pusy-et-Épenoux en Haute-Saône
- « Marianne » bas relief, mairie de Villers-sur-Port
- « L'enfant de la mémoire » ou « Fillette au cartable », monument aux morts, place du village de Villers-sur-Port
- « Oppenheim », mairie de Hanau en Allemagne
- « La Haute-Saône libre », collection privée
- « Petite maternité », collection privée
- « Vanessa », collection privée
- « Chouette de Laponie à l'affût », collection privée
- « Coup dur », collection privée
- « Homo politicus », collection privée...